# 첫 키스만 50번째
《첫 키스만 50번째》(영어: 50 First Dates)는 2004년에 개봉된 미국의 로맨스 코미디 영화이다. 피터 시걸이 감독하고 조지 윙이 각본을 썼으며, 아담 샌들러, 드류 베리모어, 롭 슈나이더, 숀 애스틴, 블레이크 클라크와 댄 애크로이드가 출연한다. 하와이를 배경으로 기억 유통기한이 하루밖에 되지 않는 루시와 데이트를 하기 위해, 헨리는 갖은 방법을 동원해 환심을 산다. 샌들러와 베리모어는 영화 '웨딩 싱어' 이래 6년만에 호흡을 맞춘 영화로 두 사람의 유쾌함과 로맨틱한 감성을 느낄 수 있을 뿐만 아니라 동물들의 열연도 볼 수 있다.
2004년에 개봉 이후 북미에서 2주 연속 박스오피스 1위를 차지 했다. 제 13회 MTV영화제에서 최고의 영화상과 제 33회 하와이국제영화제에서 회고전 부분에 초정되었고, 아담 샌들러와 드류 베리모어는 이 영화로 제 13회 MTV영화제와 피플 초이스 어워즈에서 최고호흡상을 수상했다. 이 외에도 아담 샌들러는 각종 영화제에서 인기영화배우상, 코미디부분 영화배우상을 수상했다. MBI어워드에서 테디 케스틀루치 음악감독은 최우수 영화음악상을 수상했다.
이 영화를 모티브로 구상하여 국내에서 뮤지컬로 제작되었다. 2018년 일본에서 동명의 제목으로 리메이크 되었다.

## 줄거리
헨리는 하와이에서 살며 낮에는 동물원의 사육사 일을, 밤엔 아름다운 관광객과 함께 보낸다. 그런 일상 가운데 식당에서 와플집을 만들고 있는 루시에게 첫눈에 반하게 된다. 루시도 헨리에게 호감을 갖는 듯 했으나 그 다음날, 루시는 자신에게 말을 거는 헨리를 마치 처음보는 듯이 이상한 사람으로 취급한다. 사실 루시는 교통사고로 머리를 크게 다쳐 단기 기억상실증에 걸렸다. 자고 일어나면 전날의 기억을 잊고 항상 사고 당일인 10월 13일 일요일의 삶을 산다. 하루가 지나면 자신을 기억 못하지만 헨리는 날마다 새롭게 그녀에게 다가갔고 늘 첫 만남 인 것처럼 그녀의 마음을 얻기 위해 노력한다.
루시는 자신이 단기 기억상실증에 걸렸다는 것을 알고 충격에 빠진다. 그런 루시를 위해 헨리는 매일 아침 자신이 직접 찍은 비디오테이프를 보여준다. 항상 그랬던 것처럼 루시는 비디오테이프를 보고 내려가려던 순간 아빠와 오빠와 함께 있던 헨리가 자신을 위해 10년 전부터 계획하고 있었던 알레스카에 가는 것을 포기한다는 말을 듣게 된다. 루시는 헨리가 자신 때문에 꿈을 이루지 못하는 것에 미안함을 느껴 헤어지자고 통보한다. 헨리와 루시는 동물원에서 마주치지만 루시는 헨리를 알아 보지 못한다.
루시는 자신이 치료를 받았던 연구소에 들어가 미술 선생님으로 일하게 되었고, 헨리는 알레스카로 향한다. 그때 문득 헨리는 루시가 자신을 기억하고 있다는 생각을 하게 된다. 배를 돌려 연구소로 찾아가 루시를 만났지만 그녀는 헨리를 기억하지 못했다. 그러나 루시의 꿈에 항상 그가 나왔고, 그들은 다시 사랑에 빠지게 된다.

## 출연
- 아담 샌들러 : 헨리 로스 역

동물원의 사육사로 일하고 있다. 여행객들과 밤을 즐기는 작업남이지만 루시에게 사랑에 빠진다. 자신을 기억하지 못하는 루시를 위해 늘 새로운 방법으로 그녀에게 관심을 끈다.
- 드류 베리모어 : 루시 윗모어 역

1년 전, 교통사고로 인해 단기 기억상실증에 걸린다. 잠이들면 하루 동안의 일을 잊어버리는 그녀는 사고 전 날 밤까지의 일은 기억한다. 그래서 매일 사고 당일인 10월 13일 일요일의 삶을 산다.
- 롭 슈나이더 : 우라 역

헨리의 친구이며 5명의 아이가 있다.
- 숀 애스틴 : 더그 휘트모어 역

루시의 오빠이며 약물복용으로 미스터 하와이 대회에서 실격되었다. 루시를 위해 아버지와 함께 1년 동안 10월 13일의 하루를 반복한다.
- 루시아 스트러스 : 알렉사 역

헨리의 동물원 사육사 동료이다.
- 블레이크 클락 : 마린 휘트모어 역

루시의 아빠로 루시를 위해 아들과 함께 1년 동안 10월 13일의 하루를 반복한다.
- 댄 애크로이드 : 닥터 키츠 역

루시의 담당 의사이다.

## 한국어 더빙 성우진(KBS)
- 김일 - 헨리(아담 샌들러)
- 은정 - 루시(드류 베리모어)
- 박상일 - 마틴(블레이크 클라크)
- 김옥경 - 알렉사(루시아 스트러스)
- 김승태 - 우라(롭 슈나이더)
- 은미 - 수(에이미 힐)
- 이지환 - 키츠 박사(댄 애크로이드)
- 김석환 - 더그(숀 애스틴)
- 이병용 - 중년 남자(피터 첸)
- 이문희 - 톰(엘런 코버트)
- 조규준 - 닉(포마이카 브라운)
- 김경희 - 루시의 친구(마야 루돌프)
- 지화정 - 루시의 친구(캐서린 위닉)

## 제작
이 영화는 오리지널 작품으로 해롤드 래미스의 영화 사랑의 블랙홀에서 영감을 받아 7천 500만 달러를 예산으로 제작되었다. 피터 시걸은 재능있는 코미디 감독 리스트에 올랐지만 기존의 작품보단 코미디 요소가 줄고 로맨스와 유머를 합한 사랑을 보여주는 내용으로 제작 되었다. 피터 시걸 감독과 오래 전부터 알고 지낸 헨리 역인 아담 샌들러는 이 영화의 프로듀서 역할도 함께했다.
극중의 루시를 완벽한 인물로 만들기 위해 피터 시걸감독과 스텝들은 전문의와의 잦은 대화를 기본으로 철저한 조사를 했다.

### 촬영지
영화의 배경은 하와이로 이국적인 풍경은 영화 속 로맨틱한 감성을 더해준다.
- 보타니컬가든
- 쿠알로아 목장
- 마카푸우 포인트 등대
- 와이메아 베이
- 씨라이프 파크
- 할로나 해변

## 사운드 트랙
- 음악 감독 : 테디 카스텔루치
- 발매일 : 2004년 4월 8일

### 수록곡
| # 제목                                   | 음악가                                                |
| ---------------------------------------- | ----------------------------------------------------- |
| I Melt With You (Modern English)         | Jason Mraz                                            |
| Drive (The Cars)                         | Ziggy Marley of Ziggy Marley and The Melody Makers    |
| Ghost In You (The Psychedelic Furs)      | Mark McGrath of Sugar Ray                             |
| Lips Like Sugar (Echo and the Bunnymen)  | Seal feat. Mikey Dread                                |
| Forgetful Lucy                           | Adam Sandler                                          |
| Every Breath You Take (The Police)       | UB40                                                  |
| True (Spandau Ballet)                    | will.i.am & Fergie of The Black Eyed Peas             |
| Your Love (The Outfield)                 | Wyclef Jean feat. Eve                                 |
| Love Song (The Cure)                     | 311                                                   |
| Friday, I'm In Love (The Cure)           | Dryden Mitchell of Alien Ant Farm                     |
| Hold Me Now (Thompson Twins)             | Wayne Wonder                                          |
| Slave To Love (Bryan Ferry)              | Elan Atias feat. Gwen Stefani of No Doubt             |
| Breakfast In Bed (UB40 & Chrissie Hynde) | Nicole Kea (Nicole Scherzinger of The Pussycat Dolls) |

## 반응
영화는 미국에서 개봉한지 첫 주만에 4천5백만에 달러가 넘는 흥행과 박스오피스 1위를 차지했다. 2월에 개봉한 로맨틱 코미디 영화 중 역대 최고 기록을 세웠을 뿐만 아니라 2주동안 박스오피스 1위를 차지했고, 1억 달러의 수입을 훌쩍 넘겼다.
'달콤하고 따뜻하며 유쾌함이 넘치는 로맨틱 코미디!'(BBC), '유쾌함으로 가득한 영화!'(Empire Magazine), '기존 공식을 벗어난 로맨틱 코미디!'(Film 4), '코미디와 달콤함 사이의 완벽한 균형!'(Chicago Tribune)등 평단의 호평을 받았다. 또한 개봉 직후 피터 시걸감독에게 단기 기억상실증과 비슷한 질병을 가지고 있는 사람에게서 이러한 내용을 영화로 다룬 것에 대한 감사의 편지가 왔다.
국내에선 두 주연 배우의 서로에게 자연스럽게 녹아드는 연기와 진정한 사랑을 깨닫게 되는 로맨틱 코미디로 많은 사랑을 받아 2017년 6월 22일 재개봉되었다.

## 수상 및 후보
| 연도 | 상                            | 부분                      | 작품/수상자                                  | 결과 |
| ---- | ----------------------------- | ------------------------- | -------------------------------------------- | ---- |
| 2004 | BMI어워드                     | 최우수 영화음악상         | 테디 캐스틀루치                              | 수상 |
|      | 제 13회MTV영화제              | 최고호흡상                | 아담 샌들러, 드류 베리모어                   | 수상 |
|      | 제 13회MTV영화제              | 최고영화상                | 첫 키스만 50번째                             | 후보 |
|      | 제 13회MTV영화제              | 최고 남자배우상           | 아담 샌들러                                  | 후보 |
|      | 제 13회MTV영화제              | 최고 여자배우상           | 드류 베리모어                                | 후보 |
|      | 틴 초이스 어워드              | 초이스 영화 - 데이트 영화 | 첫 키스만 50번째                             | 수상 |
|      | 틴 초이스 어워드              | 초이스 영화배우 - 코미디  | 아담 샌들러                                  | 수상 |
|      | 틴 초이스 어워드              | 초이스 영화 - 코미디      | 첫 키스만 50번째                             | 후보 |
|      | 틴 초이스 어워드              | 초이스 영화배우 - 코미디  | 드류 베리모어                                | 후보 |
|      | 틴 초이스 어워드              | 초이스 영화 키스          | 아담 샌들러, 드류 베리모어                   | 후보 |
|      | 틴 초이스 어워드              | 초이스 영화 케미          | 아담 샌들러, 드류 베리모어                   | 후보 |
|      | The Stinkers 나쁜 영화 어워드 | 최악의 가짜 악센트 : 여자 | 루시아 스트러스                              | 후보 |
| 2005 | 키즈 초이스 어워드, 미국      | 인기영화배우상            | 아담 샌들러                                  | 수상 |
|      | 키즈 초이스 어워드, 미국      | 인기영화배우상            | 드류 베리모어                                | 후보 |
|      | 모션 픽쳐 사운드 에디터, 미국 | 최고의 소리 편집          | J.J조지(음악편집), 스튜어트 구르신(음악편집) | 후보 |
|      | 피플 초이스 어워드            | 최고호흡상                | 아담 샌들러, 드류 베리모어                   | 수상 |

## 기타

### 명대사
- 웃고 있는 당신이 좋아요.  -헨리-

- 날 웃게 만드는 당신이 좋아요.  -루시-

- 첫 키스만큼 좋은 건 없어요.  -루시-

- 아침마다 식당에서 책 읽는 당신을 봐요. 그리고 매일 사랑에 빠지죠.  -헨리-

- 이제 마지막 첫 키스를 해도 될까요?  -루시-

- 분명 당신을 처음 봤는데 왜 난 항상 당신을 만나는 꿈을 꾼걸까요?  -루시-

- 당신은 당신 때문에 내가 행복하고 충만한 삶을 살 수 없다고 생각해서 날 기억에서 지웠지만, 그건 실수였어요. 당신과 함께하는 것만이 내가 행복하고 충만한 삶을 살 수 있는 유일한 방법인걸요. 당신은 내 꿈의 여인이고, 난 명백하게 당신의 꿈의 남자니까요.  -헨리-[12]

### 비하인드 이야기
- 처음 장면에 치과의사와 의자에 앉아 있는 여성이 이야기하는 장면이 나온다. 치과의사 역할 인 배우재키 샌들러러는 실제로 아담 샌들러의 아내이다.
- 울라가 골프를 칠때 상어에게 물린 흉터가 안보이지만 그 후에 갑자기 나타난다.
- 헨리와 루시, 어그, 마린이 함께 차를 타고 가고 있을 때 창문이 열려 루시의 머리카락이 날리지만 루시의 얼굴만 나오는 장면에서 갑자기 창문이 닫혀있다.
- 원래 하와이의 씨라이프 파크에는 해마가 없다.

## 리메이크 영화
2018년 6월 1일 개봉된 일본의 로맨틱 코미디 영화이다. 동명의 2004년 할리우드 영화를 리메이크했다. 주연은 야마다 타카유키, 나가사와 마사미. 감독과 각본은 후쿠다 유이치.